# Римський роман благородний
Римський роман благородний (Chamaemelum nobile) — вид рослин із родини айстрових (Asteraceae). Декоративна, лікарська й медоносна рослина.

## Біоморфологічна характеристика

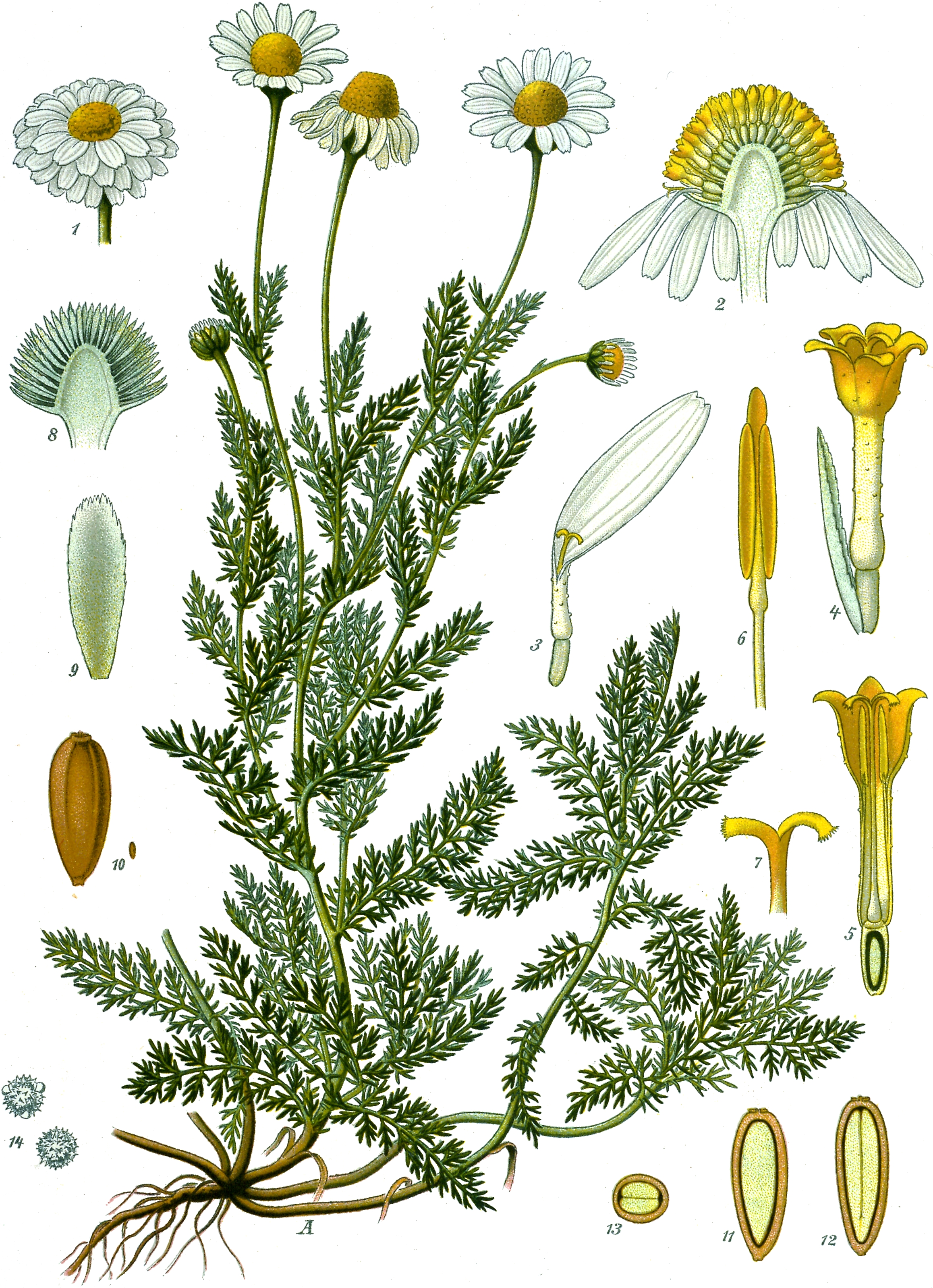

Це багаторічна кореневищна, ароматна, волосиста рослина. Стебла 10–30 см заввишки, прямовисні чи висхідні, прості чи гіллясті. Листки білувато-зелені. Нижнє та середнє листя зазвичай двоперисті; верхнє одноперисте; частки лінійні. Квіткові голови поодинокі; обгортка 45 × 7–9 мм; жовті трубчасті квітки; білі язички. Сім'янки жовтуваті, 1.2–1.6 мм, яйцеподібні, злегка стиснуті дорсівентрально, з 3 ребрами на черевній стороні. 2n = 18. Цвіте і плодоносить з березня по вересень.

## Середовище проживання
Зростає на заході Європи й північному заході Африки; натуралізований в Австралії, Новій Зеландії, Мадейрі, частинах Європи, в США.
Росте на відкритих місцях, зазвичай на кислих ґрунтах.
В Україні зростає на полях, уздовж доріг — майже на всій території.

## Використання

#### як їжа
Молоді гілочки використовуються як приправа та ароматизатор у трав'яному пиві. Свіжі або сушені квіти використовують для приготування трав'яного чаю.

#### як ліки
Широко використовується як домашній лікарський засіб. Він особливо корисний як засіб від різних проблем травної системи, як заспокійливий і нервовий засіб, особливо підходить для маленьких дітей. З квітів готують чай, який потрібно готувати в закритому посуді, щоб уникнути втрати ефірних олій. Квітки мають знеболювальну, протизапальну, спазмолітичну, нервову, шлункову, тонізувальну, судинорозширювальну дію. Цілу траву використовують для приготування лосьйону для зовнішнього застосування при лікуванні зубного, вушного болю, невралгії тощо. Ефірна олія використовується в ароматерапії як заспокійливе.

#### інше
Настій квіток використовують як шампунь для волосся, особливо для світлого. Використовується також як рідкий корм і загальний тонізуючий засіб для рослин, ефективний проти ряду хвороб; володіє фунгіцидними властивостями. Раніше всю рослину використовували як посипання. Вся рослина відлякує комах як при вирощуванні, так і в сушінні. Ефірна олія всієї рослини використовується як ароматизатор і в парфумерії. З квітів отримують барвники від жовтого до золотистого.